# سانت إتيان
مدينة سانت إتيان (بالفرنسية: Saint-Étienne)‏، تقع شرقي وسط فرنسا، تبعد حوالي 60 كلم جنوب غرب مدينة ليون، وهي عاصمة إقليم لوار، تقع في منطقة الهضبة الوسطى (بالفرنسية: Massif Central)‏ تحديدًا بمنطقة رون ألب.
بلغ عدد سكانها حسب تقديرات عام 2007م 178,530 نسمة، كما وتبلغ مساحتها 79.97 كم2.

## المناخ
يظهر الجدول التالي التغييرات المناخية على مدار السنة لسانت إتيان:
| البيانات المناخية لـسانت إتيان                 | البيانات المناخية لـسانت إتيان | البيانات المناخية لـسانت إتيان | البيانات المناخية لـسانت إتيان | البيانات المناخية لـسانت إتيان | البيانات المناخية لـسانت إتيان | البيانات المناخية لـسانت إتيان | البيانات المناخية لـسانت إتيان | البيانات المناخية لـسانت إتيان | البيانات المناخية لـسانت إتيان | البيانات المناخية لـسانت إتيان | البيانات المناخية لـسانت إتيان | البيانات المناخية لـسانت إتيان | البيانات المناخية لـسانت إتيان |
| الشهر                                          | يناير                          | فبراير                         | مارس                           | أبريل                          | مايو                           | يونيو                          | يوليو                          | أغسطس                          | سبتمبر                         | أكتوبر                         | نوفمبر                         | ديسمبر                         | المعدل السنوي                  |
| ---------------------------------------------- | ------------------------------ | ------------------------------ | ------------------------------ | ------------------------------ | ------------------------------ | ------------------------------ | ------------------------------ | ------------------------------ | ------------------------------ | ------------------------------ | ------------------------------ | ------------------------------ | ------------------------------ |
| الدرجة القصوى °م (°ف)                          | 20.0 (68.0)                    | 23.2 (73.8)                    | 26.4 (79.5)                    | 28.8 (83.8)                    | 33.7 (92.7)                    | 37.8 (100.0)                   | 41.1 (106.0)                   | 39.3 (102.7)                   | 36.0 (96.8)                    | 29.2 (84.6)                    | 25.2 (77.4)                    | 20.2 (68.4)                    | 41.1 (106.0)                   |
| متوسط درجة الحرارة الكبرى °م (°ف)              | 6.8 (44.2)                     | 8.4 (47.1)                     | 12.4 (54.3)                    | 15.3 (59.5)                    | 19.8 (67.6)                    | 23.6 (74.5)                    | 26.7 (80.1)                    | 26.3 (79.3)                    | 22.0 (71.6)                    | 17.1 (62.8)                    | 10.8 (51.4)                    | 7.4 (45.3)                     | 16.4 (61.5)                    |
| المتوسط اليومي °م (°ف)                         | 3.2 (37.8)                     | 4.3 (39.7)                     | 7.4 (45.3)                     | 10.0 (50.0)                    | 14.3 (57.7)                    | 17.8 (64.0)                    | 20.5 (68.9)                    | 20.1 (68.2)                    | 16.4 (61.5)                    | 12.6 (54.7)                    | 7.1 (44.8)                     | 4.1 (39.4)                     | 11.5 (52.7)                    |
| متوسط درجة الحرارة الصغرى °م (°ف)              | −0.4 (31.3)                    | 0.1 (32.2)                     | 2.4 (36.3)                     | 4.6 (40.3)                     | 8.8 (47.8)                     | 12.0 (53.6)                    | 14.2 (57.6)                    | 13.8 (56.8)                    | 10.7 (51.3)                    | 8.0 (46.4)                     | 3.3 (37.9)                     | 0.7 (33.3)                     | 6.5 (43.7)                     |
| أدنى درجة حرارة °م (°ف)                        | −25.6 (−14.1)                  | −22.5 (−8.5)                   | −13.9 (7.0)                    | −7.0 (19.4)                    | −3.9 (25.0)                    | −0.6 (30.9)                    | 2.9 (37.2)                     | 1.1 (34.0)                     | −2.6 (27.3)                    | −6.2 (20.8)                    | −10.6 (12.9)                   | −18.6 (−1.5)                   | −25.6 (−14.1)                  |
| الهطول مم (إنش)                                | 36.6 (1.44)                    | 28.2 (1.11)                    | 36.7 (1.44)                    | 61.3 (2.41)                    | 91.6 (3.61)                    | 78.3 (3.08)                    | 64.0 (2.52)                    | 70.4 (2.77)                    | 75.7 (2.98)                    | 71.8 (2.83)                    | 63.1 (2.48)                    | 40.5 (1.59)                    | 718.2 (28.28)                  |
| متوسط أيام هطول الأمطار                        | 7.7                            | 6.8                            | 7.2                            | 9.4                            | 11.0                           | 8.8                            | 7.1                            | 7.7                            | 7.5                            | 8.9                            | 8.0                            | 7.3                            | 97.2                           |
| متوسط الرطوبة النسبية (%)                      | 81                             | 78                             | 73                             | 71                             | 72                             | 72                             | 68                             | 71                             | 75                             | 80                             | 81                             | 83                             | 75.4                           |
| ساعات سطوع الشمس الشهرية                       | 85.6                           | 108.8                          | 159.3                          | 182.4                          | 212.9                          | 239.5                          | 273.1                          | 251.4                          | 187.3                          | 133.5                          | 83.5                           | 67.9                           | 1٬985٫1                        |
| المصدر #1: Météo France                        |                                |                                |                                |                                |                                |                                |                                |                                |                                |                                |                                |                                |                                |
| المصدر #2: Infoclimat.fr (humidity, 1961–1990) |                                |                                |                                |                                |                                |                                |                                |                                |                                |                                |                                |                                |                                |

## توأمة
لسانت إتيان اتفاقيات توأمة مع كل من:
- كوفنتري (1955 - )[27]
- فوبرتال (1960 - )[27]
- لوهانسك (1959 - )[27]
- فرارة (1960 - )[27]
- غرانبي
- وندسور (1953 - )[27]
- جيلتيندورف (1966 - )[27]
- تواماسينا (1971 - )[28]
- نوف هجليل (1974 - )[27]
- دي موين (1985 - )[27]
- عنابة (1982 - )[28]
- بن عروس (1994 - )[27]
- كاتوفيتسه (1994 - )[28]
- كافالا
- باتراس (1990 - )[29]
- وارسو
- شوزهو (1984 - )[28]
- بوبوديولاسو
- Târgu Neamț [الإنجليزية]‏
- أويرس (1996 - )[27]
- المنستير (2012 - )[28]
- فاس (2006 - )

## أعلام
- ريني فرير
- لوك بيرين
- راوول كودرون
- شيلديبيرت الرابع
- جول ماسينيه
- جان جاشيت
- فرنسوا بونيت
- سيلفان أرمان
- أليكسي أجنسا
- ويلي سانيول